# South Pacific (téléfilm)
Pour les articles homonymes, voir South Pacific (homonymie).
South Pacific est un téléfilm américain de Richard Pearce adapté de la comédie musicale éponyme et diffusé en 2001.

## Synopsis
L'histoire se passe durant la Seconde Guerre mondiale dans le Pacifique. Glenn Close joue le rôle d'une infirmière qui tombe amoureuse d'un cultivateur français (Rade Šerbedžija).

## Autour du téléfilm
Le tournage a eu lieu en 2000 en Australie et à Tahiti.